# 哈萨克斯坦迁都阿克莫拉
哈萨克斯坦首都从阿拉木圖迁往阿克莫拉是哈萨克斯坦历史上第三次首都迁移，也是独立后的第一次。这次迁都也是前苏联国家中的唯一，其极大影响了哈萨克斯坦的经济和人口发展进程。此次迁都的倡导者为时任哈萨克斯坦总统努尔苏丹·纳扎尔巴耶夫。

## 迁都原因
根据哈萨克斯坦首任总统努尔苏丹·纳扎尔巴耶夫的回忆，他在1992年独立初期的几个月内就产生了建设新首都的构想。哈萨克斯坦获得独立后，由于阿拉木图位于国家的远西，离其他地区较远，这一地理位置带来了若干问题。具体来说，部分地区出现了分裂主义情绪，迁都成为解决国家安全问题的一个手段。阿拉木图位于山谷中，因此城市扩展空间有限，早在1990年代初期，阿拉木图的扩展用地就已经不足。此外，阿拉木图还位于地震带上，也存在发生毁灭性地震的风险。
从安全角度来看，独立后的哈萨克斯坦首都应远离边界，更靠近国家的中心地带。此外，还需要确保国家最高领导机关和部门的安全，并提高其在可能发生的地区冲突情况下的工作效率。
在选择新首都时，纳扎尔巴耶夫遵循了32项标准，包括社会经济潜力、气候、地形、地震情况、环境、工程和交通基础设施、通讯、建筑业、劳动力资源等方面。为新首都考虑过的候选地包括乌勒套、卡拉干達、科克舍套和阿克托别。然而，由于水资源匮乏、缺乏铁路并且远离主干道，乌勒套立即被排除在外。卡拉干达和科克舍套由于基础设施基础较弱而被淘汰，阿克托别则由于地理位置远离国家中心也未被考虑。
最终，由总统指定的专门委员会选择了阿克莫拉。阿克莫拉位于哈萨克斯坦的多个重要经济区之间，具有均衡的地理位置，有利于国家经济的发展。这使得哈萨克斯坦能够实现地区和民族人口的平衡，促进从劳动过剩的南部地区向工业化较为发达的北部城市的迁移，同时推动哈萨克斯坦中北部的工业和农业生产发展。
阿克莫拉的其他优势还包括：它是多个主要交通干道的交汇点，城市面积紧凑，饮用水水源充足，人口密度适中，因此为城市规划、建筑设计以及人口增长提供了诸多可能性。即使在城市中心，也有大约30公顷的空地，可以建设必要的基础设施，同时与现有的工程通讯系统对接。

## 迁都过程
哈萨克斯坦迁都的构想最早由总统努尔苏丹·纳扎尔巴耶夫在一次讲话中提出。根据他的回忆：
“最初，我将这一想法与一小部分社会精英分享过。如果我说当时政府成员和议会议员对我的话感到惊讶，那几乎都是轻描淡写了。我的这一想法第一次被提出来时，听到的人们面面相觑，微微一笑，而在我背后，也许都成了笑话。很有意思的是，大家知道我并不是喜欢随便说话的人，所以许多人把迁都的想法当作了一个不太好笑的玩笑。1993年底，我曾小心地提到将首都从阿拉木图迁到其他城市，想探探大家的反应。显然，很多人以为我犯了迷糊，或者是因为工作太累的缘故……1994年初，我再次提出迁都的想法，但这次我的话依旧被当作不合时宜的玩笑。大家笑过之后，便认为这件事会就此作罢。”
1994年7月6日，纳扎尔巴耶夫在哈萨克斯坦最高苏维埃上提出迁都建议。他解释说，迁都的开销可能是无法弥补的，但其他所有费用都将成为我们对未来的投资。议会的讨论持续了一整天，代表意见多有分歧。一部分人支持总统的观点，另一部分则认为在当时经济危机的时期，人们连工资都不能按时发放时，根本没有条件迁都。还有一些人支持这一想法，但建议推迟实施。哈萨克斯坦最高苏维埃主席阿比什·凯基尔巴耶夫描述了苏维埃会议中关于迁都的讨论：
“大厅里一开始是喧哗声，但很快就安静下来，大家准备倾听。发言的是努尔苏丹·阿比谢维奇。大厅里鸦雀无声，所有人都非常专注地听着。总统做了充分准备，回答了各种问题，毫不含糊、详尽且深刻。也有尖锐、讽刺性的问题。由于提出迁都的时机非常突然，很多人寻找其背后的隐秘原因。不少人认为这是某种地缘政治的策略。有些人则不动声色地把迁都与日常事务、亲戚和朋友的境遇联系在一起，还有一些人将此事与政治野心挂钩。努尔苏丹·阿比谢维奇耐心地回答了所有刁难的问题，并一丝不苟、甚至非常详细地解释了问题的本质。不要说那些小题大做的人，就连经验丰富、自我控制力强的人，也明显感到不安，显得焦虑。大多数人无法理解，他们怎么会离开绿意盎然的阿拉木图和雄伟的阿拉套，搬到草原中部一个烟雾弥漫、风雪肆虐、霜冻酷暑的破旧小镇……许多人眼中写满了一个无声的问题：‘是不是该再考虑一下？’我必须承认，当时我自己也倾向于这一想法。”
最终，关于迁都的提案在1994年7月6日进行了表决，并以微弱的赞成票数通过。7月6日也被定为了哈萨克斯坦的公共假期——首都日。
1995年9月15日，纳扎尔巴耶夫签署了具有法律效力的总统令《关于哈萨克斯坦共和国首都》的法令，成立了一个专门委员会，负责组织最高行政和中央政府机关迁往阿克莫拉的工作，委员会由尼古拉·马基耶夫负责。哈萨克斯坦政府还被指示成立一个名为“新首都”的非预算基金，用以筹集资金来建设阿克莫拉，并为投资者提供税收、海关等方面的优惠，鼓励他们参与阿克莫拉的建设和基础设施发展。
1997年10月20日，纳扎尔巴耶夫发布了总统令《宣布阿克莫拉为哈萨克斯坦首都》，根据该总统令，从1997年12月10日起，阿克莫拉正式成为哈萨克斯坦的首都。
1998年5月6日，首都更名为“阿斯塔纳”。1998年6月10日，阿斯塔纳作为新首都的国际推介会正式举办。